# GS–6–23

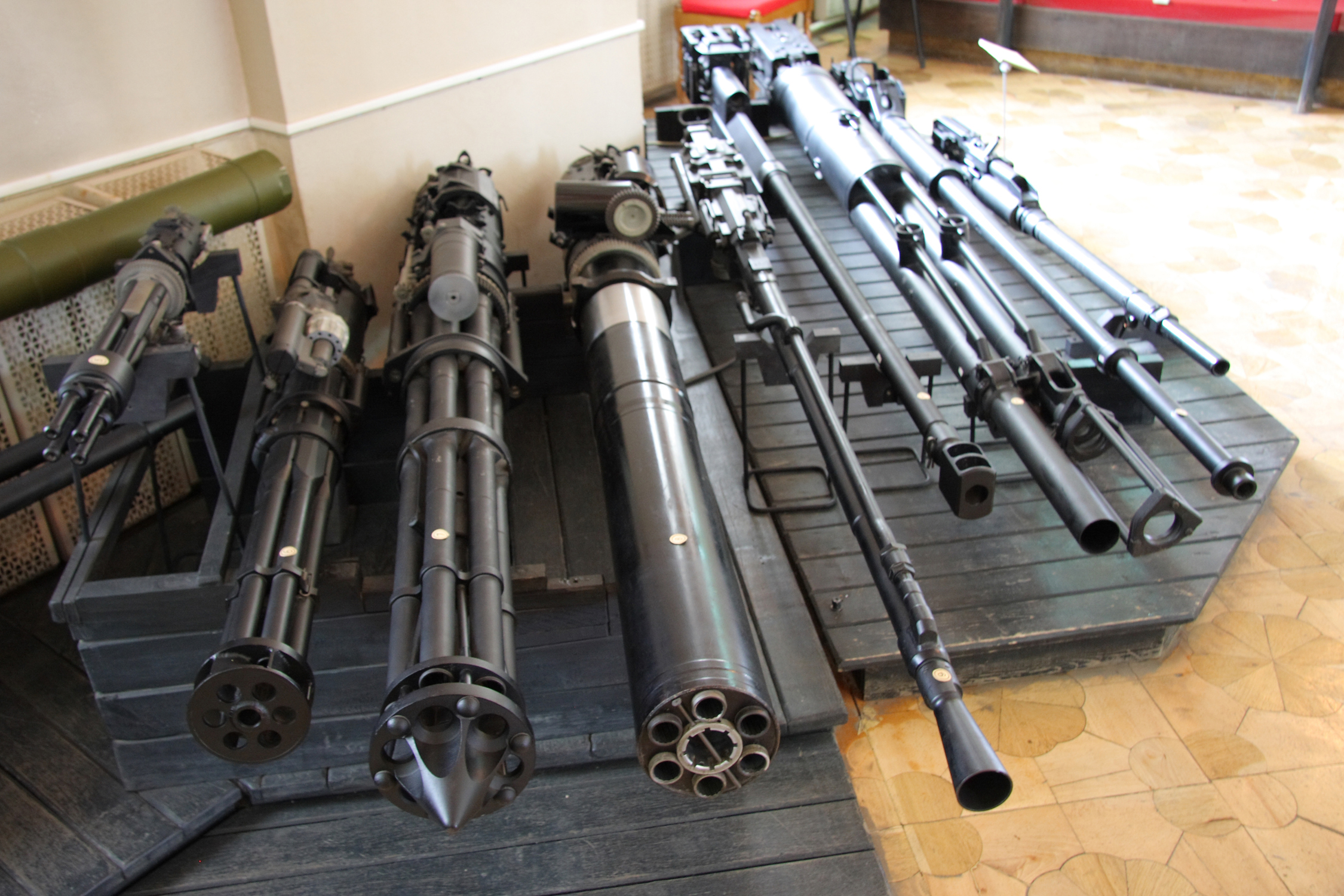
GS–6–23 gépágyú (balról a második)

A GS–6–23 a Szovjetunióban kifejlesztett és gyártott hatcsövű 23 mm-es repülőgép-fedélzeti gépágyú. A Szu–24M vadászbombázó és a MiG–31 vadászrepülőgép beépített fedélzeti fegyvere, az eddig gyártott legnagyobb tűzgyorsaságú gépágyú. A Szovjet Hadseregben a 9A–620 GRAU-kódot kapta.

## Története
A fegyvert a Tulai KBP tervezőirodában fejlesztették ki Vaszilij Grjazev és Arkagyij Sipunov vezetésével a GS–23 továbbfejlesztésével. A tervezőmunka a 30 mm-es GS–6–30 gépágyú fejlesztésével párhuzamosan folyt. A két gépágyú szerkezeti kialakítása és működési elve megegyezik. A tulai tervezőirodában a tervezés alatt használt gyári jelzése TKB–613 volt. Cél egy igen nagy – 10 000 lövés/perc – tűzgyorsaságú fegyver kialakítása volt. 1965-ben kezdődtek az első földi lövészetek a fegyverrel. A fejlesztés során hidraulikus indítóberendezést (startert) alkalmaztak, de ezt később felcserélték piropatronos indításra. Sorozatgyártása 1972-ben kezdődött el az Izsevszki Gépgyárban. 1974-ben rendszeresítették. A sorozatban gyártott GS–6–23 azonban nem érte el a tervezett tűzgyorsaságot, a fegyver csak 9000 lövés/perc tűzgyorsasággal rendelkezett.
Később továbbfejlesztették. Az így kialakított GS–6–23M (9A–768) gépágyúval sikerült elérni a célként kitűzött 10 000 lövés/perc tűzgyorsaságot. Az első szériából csak kis mennyiség készült, a repülőgépeken alkalmazott gépágyúk többsége a GS–6–23M változatból kerül ki.

## Szerkezeti kialakítása
A GS–6–23 hatcsövű, Gatling-rendszerű (forgócsövű) fegyver. Gázműködtetésű, a zár működtetését és a csőköteg forgását a csőből elvezetett lőporgázok energiája biztosítja. Az elvezetett gáz egy gázmotort működtet. A fegyver tűzkész állapotba hozása piropatronnal történik, amelyekből 10 db áll rendelkezésre. A csőblokk egy körülfordulása alatt egy-egy cső zárszerkezete egy teljes töltés-ürítés ciklust valósít meg. A fegyver vezérlő rendszere 27V-os, egyenáramú.
A GS–23-hoz alkalmazott 23 × 115 mm-es repesz-romboló-gyújtó és nyomjelzős páncéltörő lövedékkel szerelt AM–23 lőszert tüzeli. A lövedék tömege 200 g, a lőszerek elektromos gyújtásúak. A fegyvernek hevederes adagolású és heveder nélküli változata van. A fegyvert SZPPU–6 konténerben a fegyvertartókra függesztve is alkalmazzák. A Szu–24-en 500 db, a MiG–31-en 260 db a lőszerjavadalmazás. A fegyver elektronikus vezérlése a nagy tűzgyorsaság és a kis lőszerjavadalmazás miatt csak rövid sorozatokat engedélyez.

## Műszaki adatok (GS–6–23)
- Űrméret: 23 mm
- Hossz: 1400 mm
- Szélesség: 243 mm
- Magasság: 180 mm
- Csőhossz: 1000 mm
- Tömeg: 73 kg
- Elméleti tűzgyorsaság: 10 000 lövés/perc
- Csőtorkolati sebesség: 715 m/s
- Piropatronok száma: 10 db
- Lőszerjavadalmazás: 500 db

## Külső hivatkozások
- Ismertető a GS–6–23-ról a fegyvert kifejlesztő KBP oldalán
- A fegyver a gyártó Izsmas honlapján (archivált másolat)
- ГШ–6–23 – Az Ugolok nyeba repülő-enciklopédia cikke (oroszul)